# テントセタカガメ
テントセタカガメ（学名：Pangshura tentoria）は、イシガメ科コガタセタカガメ属に分類されるカメ。

## 分布
- P. t. circumdata　ベニマワリセタカガメ

インド（ガンジス川上・中流域）
- P. t. flaviventer　キバラセタカガメ

インド北東部、バングラデシュ
- P. t. tentoria　ホオアカセタカガメ

インド（クリシュナ川、ゴーダヴァリー川、マハナディ川流域）

## 形態
最大甲長26.5cmとコガタセタカガメ属最大種。オスよりもメスの方が大型になる。第2椎甲板より第3椎甲板の方が長い。椎甲板には棘状の突起（キール）があり、特に第3椎甲板のキールは顕著。縁甲板は12対で、外縁は滑らか。腹甲は大型で、左右の肛甲板の間に浅い切れこみが入る。腹甲の色彩は黄色で、各甲板には1対の暗色の斑紋が入るか暗色の斑紋が無い。
四肢は長く、指には水掻きが発達する。
- P. t. circumdata　ベニマワリセタカガメ

最大亜種。和名の通り肋甲板と縁甲板の継ぎ目（シーム）が赤やピンク色になり、上から見ると背甲より一回り小さい赤やピンク色の円に見える。側頭部に赤や橙色の小さい斑紋がある。頚部には明瞭な筋模様が入る。
- P. t. flaviventer　キバラセタカガメ

背甲は灰褐色。和名の通り、通常は腹甲の暗色の斑紋が成長に伴い消失する。
- P. t. tentoria　ホオアカセタカガメ

背甲は暗褐色。嘴や下顎は黄色。和名の通り側頭部に赤や橙色の斑紋がある。頚部の筋模様はないか不明瞭。

## 亜種
- Pangshura tentoria circumdata　(Schweigger, 1969)　ベニマワリセタカガメ
- Pangshura tentoria flaviventer　Günther, 1864　キバラセタカガメ
- Pangshura tentoria tentoria　(Gray, 1834)　ホオアカセタカガメ

## 生態
河川やその周辺の池沼に生息する。止水よりも流水を好む傾向がある。水棲傾向が強いが、川辺や倒木、岩に登り日光浴することも好む。
食性は植物食傾向の強い雑食で、植物の葉や茎、花、果物、水草、昆虫類、甲殻類、貝類、魚類等を食べる。幼体は雑食だが、成長に伴い植物食傾向が強くなる（特にメス）。
繁殖形態は卵生。水場からやや離れた地面に、深い穴を掘って卵を産む。基亜種は10-12月と1月の年に2回、1回に3-6個の卵を産む。亜種ベニマワリセタカガメは10-翌3月に1回に3-12個の卵を産む。亜種キバラセタカガメは6-10個の卵を産む。

## 人間との関係
生息地では食用とされる。開発による生息地の破壊や、食用の採集などにより生息数は減少しているとされる。属内では個体数は比較的多いとされる。
ペットとして飼育されることがあり、日本にも輸入されている。ワシントン条約付属書II類に掲載されているため流通量は少ない。主に亜種ベニマワリセタカガメの野生個体が流通し、他の2亜種の流通は稀。近年では繁殖個体が流通することもある。元々甲板や皮膚が弱く、水質悪化によって容易に皮膚病や甲の腫瘍にかかりやすい上に輸送状態が悪かったため、すぐに命を落としてしまう個体が多かった。現在は輸送状態は改善されつつあるが、こなれた水や日光浴等によって皮膚を乾燥できる環境を作る必要がある。